# Anóskeli
Anóskeli, en grec moderne : Ανώσκελη, est un village du dème de Plataniás, en Crète, en Grèce. Selon le recensement de 2011, la population d'Anóskeli compte 79 habitants. Le village est situé à une altitude de 260 m et au sud-ouest de La Canée.

## Recensements de la population
| Recensements | 1881 | 1900 | 1928 | 1940 | 1951 | 1961 | 1971 | 1981 | 1991 | 2001 | 2011 |
| ------------ | ---- | ---- | ---- | ---- | ---- | ---- | ---- | ---- | ---- | ---- | ---- |
| Population   | 174  | 283  | 190  | 296  | 300  | 271  | 201  | 145  | 125  | 87   | 79   |